# Kun Béla (népbiztos)
Kun Béla, születési és 1916-ig használt nevén Kohn Béla (Lele, 1886. február 20. – Moszkva, 1938. augusztus 29. vagy 1939. november 30.) újságíró, kommunista politikus, a Magyarországi Tanácsköztársaság tényleges vezetője, hivatalosan külügyi és hadügyi népbiztos. 1920-ban Moszkvába emigrált, ahol az 1938–39-es sztálini tisztogatások áldozatává vált.

## Élete

### Fiatalkora
Köztisztviselői zsidó családban született az akkoriban Szilágycseh közigazgatásához tartozó Lele faluban, 1886-ban. Szülei kitért izraeliták voltak: apja, Kohn Samu, a falu jegyzője Galíciából, anyja Goldberger Róza. Zilahon és a kolozsvári kálvinista középiskolában érettségizett, majd a kolozsvári egyetem joghallgatója lett, ám 1904-ben, félbeszakítva tanulmányait, újságíróskodni kezdett Kolozsváron és Nagyváradon. Az iskolai évkönyvek, valamint egy általa már Kun Bélaként aláírt levél arra enged következtetni, hogy abban az évben magyarosította a nevét.
Cikkei miatt többször állt bíróság előtt. 1907-ben féléves fogházbüntetésre ítélték, amit a szegedi Csillagbörtönben töltött le. A publikálás helyett a tisztviselőséget választotta: a kolozsvári Munkásbiztosító Pénztár titkáraként alkalmazták, ahol azonban később sikkasztással vádolták meg. Felvett ugyanis egy utazási költségtérítést havi fizetése egyharmadának értékében, de végül nem utazott el oda. Botrány tört ki, végül azonban lehetőséget kapott a pénz visszafizetésére. Az ügyet már akkoriban sokan megírták, később pedig a történet önálló életre kelt.
1913 májusában feleségül vette Gál Irén középosztálybeli zenetanárnőt. 

### Munkásmozgalom
Még kolozsvári tanulóévei alatt Ady Endre ismertette meg a budapesti baloldali értelmiségi körökkel. 1902-ben már középiskolásként belépett a Magyarországi Szociáldemokrata Pártba (MSZDP), 1913-ban pedig már küldött volt a párt kongresszusán.
Az első világháború idején besorozták, 1916-ban orosz fogságba esett, egy uráli hadifogolytáborba küldték. Itt végleg kommunista lett, hadifogoly tisztekből csoportot szervezett.
1917-ben, a februári forradalom idején belépett a tomszki szociáldemokrata (később bolsevik) szervezetbe, 1918. március 24-én az ő elnökletével alakult meg az Oroszországi Kommunista Párt magyar csoportja. Petrográdba, majd Moszkvába utazott, megismerkedett Leninnel, de a párton belül lényegében a vezér radikális ellenzékéhez tartozott. Lenin pragmatizmusával ellentétben Kun és mások (mint Rákosi vagy az olasz Umberto Terracini) a Grigorij Zinovjev és Karl Bernhardovics Radek körül csoportosuló, a „forradalmi offenzíva mindenáron” elvét hirdető kommunisták közé tartozott, akiket Lenin „kuneristáknak" nevezett.
1918. március 25-én Kun Béla és Pór Ernő a Moszkvai bolsevik agitátoriskola működéséről, a Magyar Kommunista Csoport megalakulásáról jelentést  tesznek az  Oroszországi Kommunista (bolsevik) Párt Központi Bizottságának.  Ebben hangsúlyozzák, hogy az agitátoriskola hallgatóit illegálisan Magyarországra küldik, hogy ott kommunista szervezeteket hozzanak létre. („Az ez úton kiképzett elvtársakat megbízottakként Magyarországra akarjuk küldeni (illegális úton). Ezeknek a megbízottaknak ott kommunista szervezeteket kell létrehozniuk, amelyek kapcsolatot tartanak fenn az itt levő emigránsok és az ottani szociáldemokrata balszárny között” ) 
1918-ban ismét fegyvert ragadott: harcolt a német intervenciósok, majd az eszer lázadók, a Csehszlovák Légió és Kolcsak fehérgárdistái ellen. Közben publikált is: a Pravda és az Izvesztyija munkatársa, illetve más baloldali lapok szerkesztője volt.
A Oroszországi Kommunista Párt magyar csoportja 1918. november 4-én gyűlést tartott, amelyen elhatározták, hogy hazairányított tagjaik 1918. november 6-tól kezdve kisebb rajokban elindulnak Magyarországra. Kun Vántus Károllyal együtt az első csoportban volt, s november 17-én tért haza Budapestre. Kun illegalitásban élt kezdetben, s a dr. Sebestyén Emil álnevet viselte. November 24-én megalakította a Kommunisták Magyarországi Pártját, s a központi bizottság elnöke lett. A mozgalom intenzív kormányellenes propagandatevékenységet folytatott. Lapjában, a Vörös Ujságban különösen erősen támadta mind Károlyit, mind a szociáldemokratákat; maga Kun nap mint nap tartotta több szemtanú által „gyújtó hatásúnak” leírt szónoklatait, sztrájkokat és gyűléseket szerveztek. 1919. február 22-én a kommunisták felvonulást és demonstrációt szerveztek a Népszava budapesti szerkesztősége elé; ez lövöldözésbe torkollott, aminek során négy rendőr vesztette életét. Letartóztatták, megkínozták, addigra azonban – az orosz kommunista párt által pénzelt és technikával is támogatott   – agitációs munkájának is köszönhetően a KMP ismertté és népszerűvé vált a magyarság egyes rétegeinek (elsősorban a budapesti urbánus értelmiség és a munkásság egy része) körében. A fogságban folytatta a szervezőmunkát, előkészítette a Magyarországi Szociáldemokrata Párttal (MSZDP) való egyesülést.

### A Tanácsköztársaság

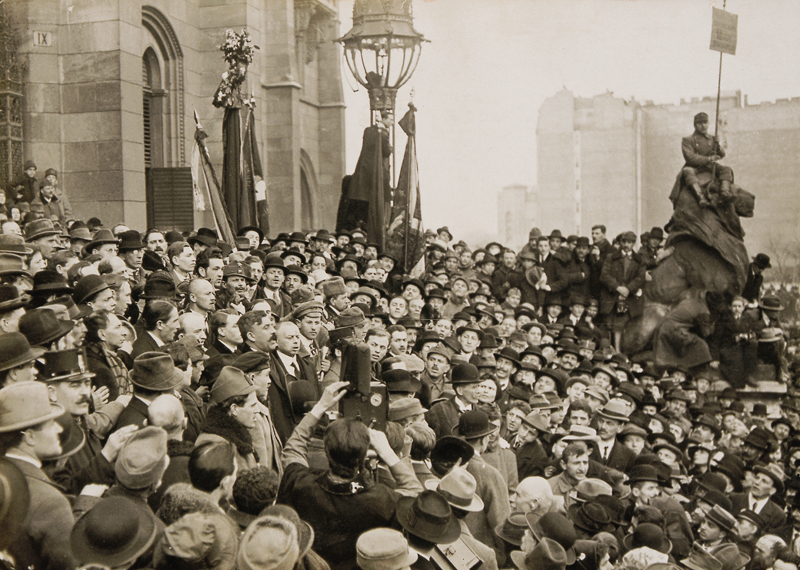
Garbai Sándor és Kun Béla kikiáltják a Tanácsköztársaságot

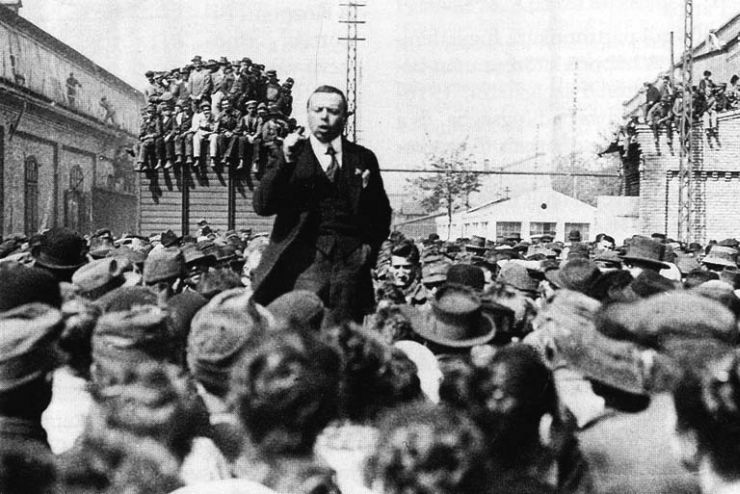
Kun Béla Csepelen beszédet tart a munkásoknak

1919. március 20-án Károlyi Mihálynak Fernand Vix átnyújtotta de Lobit tábornok jegyzékét, s szóbeli kiegészítésként hozzátette, hogy a jegyzékben kijelölt semleges övezetet a későbbiekben tényleges politikai határnak tekintik. A helyzet tárgyalására összehívták 17 órára a Minisztertanácsot, amelyen Károlyi bejelentette „A lemondott kormány helyét átveszi egy tisztán szociáldemokrata miniszterekből álló kabinet, amely meg fogja tagadni a Vix-jegyzék parancsolta követelések végrehajtását.” Ám ezalatt a szociáldemokrata Landler Jenő már a Gyűjtőfogházban tárgyalt Kunnal. Másnap 1919. március 21-én a KMP és az MSZDP egyesült, s Kun Béla és Garbai Sándor kikiáltották a Tanácsköztársaságot, megalakítva a Forradalmi Kormányzótanácsot (FK). Kun Béla a kormányzótanácsban külügyi (március 21. – augusztus 1.), és hadügyi népbiztos is volt (1919. április 3. – 1919. június 24.). Az FK elnöke névleg Garbai volt, ám a Tanácsköztársaság szinte valamennyi fontos eseménye kapcsolatba hozható Kun Bélával. Szava meghatározó az állam- és pártszervezés, a gazdasági és kulturális élet, valamint az ellenforradalom elleni harc kérdéseiben.
Kun az új szerveződés érdekében nem csak északi kapcsolatokat mozgatott meg, hanem – ami kevésbé ismert – nyugat felé is tett lépéseket. Ernst Bettelheim (Bettelheim Ernő) budapesti ügyvéd a Komintern beleegyezésével megalakította az Osztrák Kommunista Pártot, melyet Kun eszmeileg támogatott. Bettelheim és társai 1919. június 14-ére tervezték Ausztria legfontosabb központjait fegyveresen elfoglalni, de az osztrák rendőrség az ezt megelőző éjszakán letartóztatta őket, a kiszabadításukért tüntető négyezer fős csoportot fegyveres erővel verték szét.
Kun eközben az osztrák határra vezényelte a Vörös Hadsereg bizonyos egységeit, hogy szükség esetén támogatást nyújthasson az osztrák kommunistáknak, de az esedékes beavatkozás előtt az osztrákok már letartóztatták Bettelheiméket. Kun nagyobb összegekkel (harmincezer líra) támogatta az Olasz Kommunista Pártot is. Az európai nemzetállami elitek ezeket a próbálkozásokat természetesen nem nézték jó szemmel és a közben elszaporodó háborúellenes munkássztrájkok következményeitől is tartva, sürgették a béke megkötését.

#### Személyéhez fűződő terror
A 133 napig tartó uralom alatt, a vörösterror halálos áldozatainak számát 300-600 közé teszik különféle források, dr. Váry Albert 1922-ben kiadott, A vörös uralom áldozata Magyarországon c. könyve 590 halálos áldozatot jegyez fel. Az áldozatok között 200 pedagógus és 34 zsidó burzsuj is volt.  A vörösterrornak is nagy szerepe volt a proletárdiktatúra bukásában. Hatására a vidéki lakosság szinte teljes egésze és Budapest polgári rétegeinek nagy része elfordult a Tanácsköztársaságtól.
A 133 napos kommunista uralom Magyarországon megmutatta, hogy Kunból hiányzott a hosszú távú tervezés, hogy türelmetlenül tört az azonnali eredményekre, és úgy látszott, túl akart tenni mentorán, Leninen is. Amikor Oroszországba menekült, belépett a Vörös Hadseregbe, hogy a bolsevikok oldalán harcoljon a polgárháborúban.

## Menekülése Ausztriába

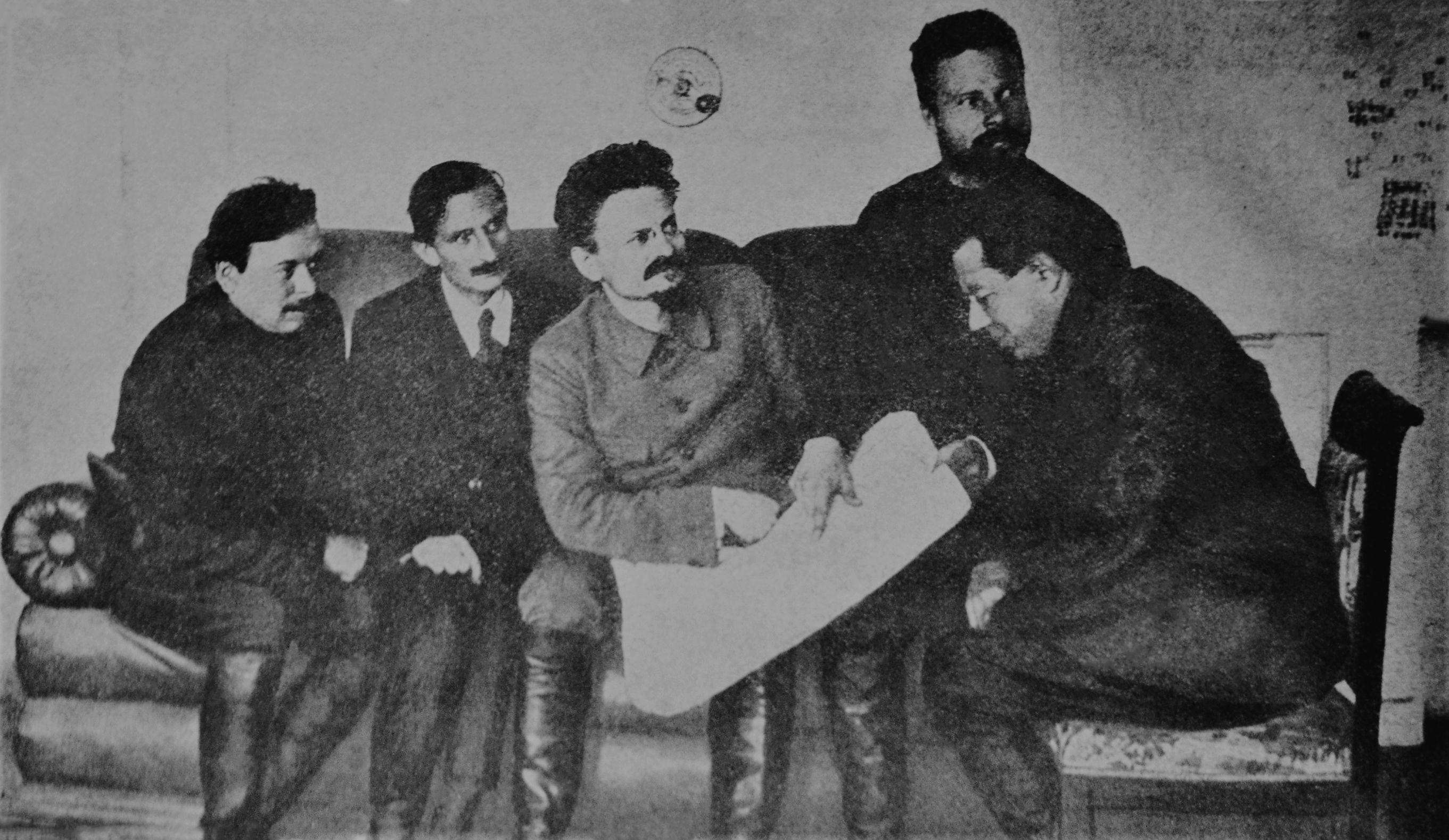
Kun Béla, Jacques Sadoul, Lev Trockij, Mihail Frunze és Szergej Guszev 1920-ban Harkovban

A Tanácsköztársaság bukása után a népbiztosoknak menedékjogot adó Ausztriába menekült vonaton, ahol a kormányon lévő szociáldemokraták előbb a karlsteini várba internálták népbiztostársaival együtt, hogy megvédjék őket az esetleges merénylettől. Itt Prónay Pál és különítménye megpróbálta meggyilkolni őket, ám tervük lelepleződött, és ezután a népbiztosokat a steinhofi (Bécs) elmeklinikára zárták. Kun itt írta meg első, a Tanácsköztársasággal foglalkozó brossúráját. Itt ismét megpróbálták meggyilkolni a népbiztosokat: egy Prónaynak dolgozó olasz anarchista mérgezett ételt küldött a klinikára a népbiztosoknak, ám annak elfogyasztása után azok csak atropinmérgezést kaptak. Kun kapcsolatot talált Csicserin orosz külügyi népbiztossal. Az osztrák kormány megszervezte Kun Béla, Varga Jenő és Pór Ernő utazását az ausztriai Steinhofból Németországon és az Északi-tengeren át Pétervárra.  A Szovjetunióból soha nem tért haza.

## Kun Béla a Krímben
Kun Bélát 1920. november 16-án, Vrangel csapatainak teljes veresége után nevezték ki a Krími Forradalmi Bizottság, a legfelső helyi hatalmi szerv elnökévé; ezt a posztot 1921 januárjáig töltötte be. A tisztogatás, a terület pacifikálása a vörösterror egyik legsúlyosabb példája lett. Azonban a korabeli fehér emigráns sajtó és nyomában a történészek nagy része ezeket a súlyos adatokat is végtelenül eltúlozta. Helyenként az egymást idéző források 50–150 ezer áldozatról is írtak. 21. századi részletes kutatások – az adatok hiányosságát is tekintetbe véve – a Krímben 1920–21-ben ténylegesen kivégzett összes személy számát 5 és 12 ezer ember közé teszik, hangsúlyozva, hogy itt lényegesen súlyosabb volt a megtorlás, mint Kolcsak illetve Gyenyikin veresége után.
Sok visszaemlékezés utal arra, hogy Kun Béla módszereit még a bolsevikok köreiben is megkérdőjelezték, és Lenin is bírálta. Ezeknek a memoároknak, irodalmi alkotásoknak a hitelét azonban megkérdőjelezi, hogy Kun hamarosan új, fontos megbízást kapott: a német fronton kellett helytállnia.

## A „márciusi akció” Németországban
1921-ben Németországba utazott, az ottani ún. „munkásfelkelések” szervezését segítendő. Ezek háttere a következő volt: március 16-án Szászország kormányfője, Otto Horsing parancsára a rendőrség elfoglalta a mansfeldi rézbányákat és a Halle környéki vegyi üzemeket, a hivatalos indoklás szerint azért, mert ezeken a helyeken szabad rablás és fosztogatás zajlott. A valódi ok az egyre élénkebb kommunista tevékenység volt, melynek alapján Horsing – helyesen – gyanította, hogy a kommunisták zavargások kirobbantására készülnek.
Ezen zavargások hátteréről – amelyeket a kommunisták összefoglalva „márciusi akció”-nak neveztek – a történészek véleménye megoszlik: egyes feltételezések (Ruth Fischer, Németország Kommunista Pártjának vezetője) szerint céljuk az volt, hogy az orosz kommunista párt belső válságáról eltereljék a figyelmet, mások szerint Lenin radikális ellenfeleinek túlbuzgóságáról volt szó, ami erőltetett németországi aktivitásban nyilvánult meg. A rendőrség és a kommunisták szembenállása hamarosan fegyveres összecsapásokba torkollott (ezek kirobbantásában elsődleges szerepe volt a Max Hoelz anarchista gerillavezér vezette vörös őrségnek, amely akkoriban uralta a mansfeldi térséget). A kommunista fegyveresek forradalmi lendülete hamar megtört, mert a munkásság nem volt hajlandó fegyveres harcba szállni a rendőrséggel és katonasággal. Sőt, sok helyen, mint például a Krupp Művek gyárában, illetve a hamburgi hajógyárban, amikor a fegyveres harc sikertelensége után Kun és társai általános sztrájkra és az állam elleni hadviselésre szólították fel a munkásokat, azok husánggal támadtak a gyárat elfoglaló és a munkát akadályozó kommunista aktivistákra. Amint később a Komintern végrehajtó bizottságának egyik ülésén Lenin is elismerte, a tömegek támogatása lényegében hiányzott, valójában tehát vitatható a márciusi eseményeket munkásfelkelésnek nevezni. A sikertelen akciót megtorlás követte: több ezer kommunista vezetőt bebörtönöztek, a párt tagsága negyedére csökkent.
„A dolgok végső elemzése alapján Levinnek politikailag sok szempontból igaza van. Thallheimer és Kun Béla tézise politikailag teljesen téves. Frázisok és baloldali radikálist játszó foglalatoskodás.” 

V. I. Lenin levele G. Zinovjevnek

Lenin annyira dühös volt Kunékra a kudarcok és az elhamarkodott akciók miatt, hogy azokat néhány levelében, illetve a már említett végrehajtó bizottsági kongresszuson francia nyelven egymás után többször is „Kun Béla ostobaságainak” („les bêtises de Béla Kun”) nevezte – bár Kun nem vesztette el végrehajtó bizottsági tagságát, és a zárt ülés végén elfogadott záródokumentum elismerte a német kommunisták „harci szellemét”:
„A Komintern végrehajtó bizottságának ülésén Lenin hosszan elemezte a németországi eseményeket, és kifejtette, hogy azok minden tömeges támogatás és politikai meggondolás nélkül biztos bukásra voltak ítélve. A zárt ülésen kevesen voltak jelen. Kun Béla […] fejét lehajtva hallgatta Lenin beszédét, beteges mosolya csakhamar eltűnt az arcáról. Lenin franciául beszélt, metszően és keményen. Tízszer vagy többször megismételte: »les bêtises de Béla Kun«, ezek a szavak kővé dermesztették a jelenlévőket. Feleségem gyorsírással jegyezte Lenin szavait, és később át kellett dolgoznunk a szöveget, mert mégsem illett volna, hogy a magyar forradalom vezérét egy írott dokumentumban tízszer egymás után félkegyelműnek nevezzék.”
(Victor Serge visszaemlékezése)

### Tevékenysége Közép-Európában, haláláig

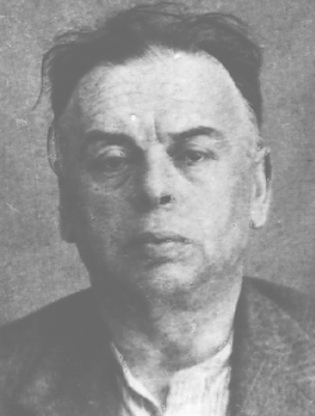
Kun Béla 1937-es letartóztatása után

1921–1936 között a Kommunista Internacionálé végrehajtó bizottságának a tagja. 1925-ben és 1930-ban a KMP végrehajtó bizottságának tagjává választották. A KMP-ben végzett munkájával összefüggésben többször járt illegalitásban Ausztriában, Csehszlovákiában és Németországban. 1928-ban Bécsben felismerték és letartóztatták, Magyarország kérte is a kiadatását, de az osztrák és a nemzetközi munkásmozgalmi tiltakozások hatására, valamint Bécs akkori szociáldemokrata polgármesterének nyomására végül erre nem került sor. Visszatért a Szovjetunióba, ahol tovább folytatta kominternes munkáját: az agitációs-propaganda osztály, a közép-európai, majd a balkáni titkárságot vezette. 1937. június 29-én Sztálin parancsára letartóztatták (valószínűleg azért, mert egy ideig kapcsolatban állt Trockijjal), és koholt vádak alapján elítélték. Halálával kapcsolatban két verzió is létezik: az egyik szerint 1938-ban kivégezték, a másik szerint egy évvel később egy moszkvai börtönben halt meg. 1955. július 2-án rehabilitálták.

### Emlékezete

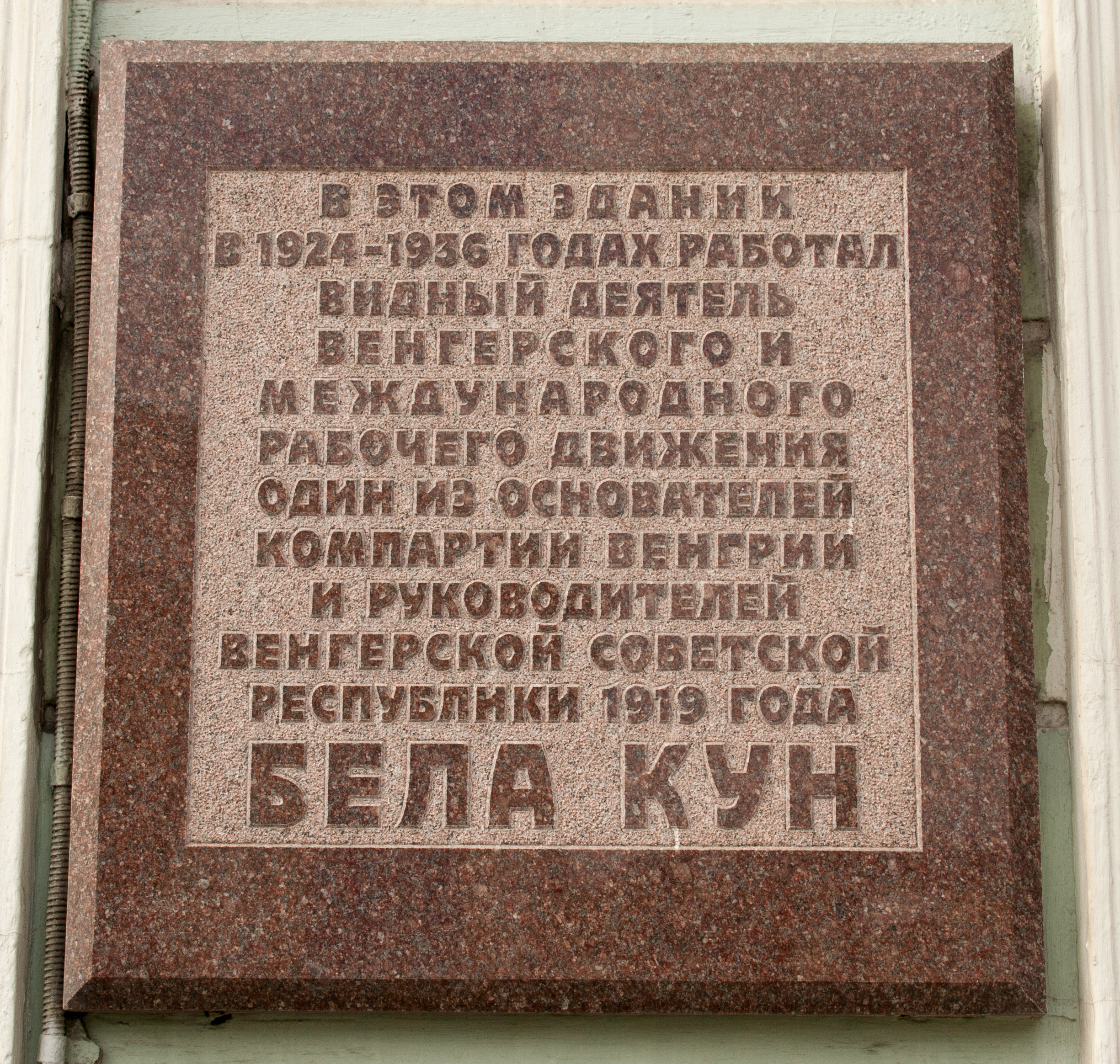
Emléktáblája a Komintern egykori moszkvai épületének falán

A Tanácsköztársaság leverése után létrejött ellenforradalmi rendszer propagandája igyekezett Kun Béla emlékét minden módon befeketíteni. Kosztolányi Dezső, akinek súlyos személyes ellentétei voltak Kun Bélával, ehhez a maga részéről az alább idézett fikciós történettel járult hozzá. Azok a kiemelkedő kortárs kulturális személyiségek viszont, akik részt vettek a Tanácsköztársaság vezetésében a kultúra terén (mint Kodály Zoltán, Bartók Béla, Babits Mihály, Móricz Zsigmond és sokan mások) természetesen nem voltak abban a helyzetben, hogy szót emeljenek mellette.
Kun Béla repülőgépen menekült az országból.

Délután – úgy öt óra felé – a Hungária Szállóban székelő szovjetház körül fölrebbent egy repülőgép, átrepült a Dunán, a Várhegyen, s merész kanyarodással a Vérmező felé tartott.

A gépet maga a népbiztos vezette.

Alacsonyan szállt, alig húsz méter magasságban, úgy hogy arcát is látni lehetett.

Sápadt volt, borotválatlan, mint rendesen. Vigyorgott az alant álló polgárokra, s vásott kajánsággal, csúfondárosan még búcsút is intett egyeseknek.

Zserbókat vitt, melyekkel teletömte puffadozó zsebeit, aztán ékszereket, grófnék, bárónék, kegyes, jótékony hölgyek drágaköveit, templomi kelyheket, sok más egyéb kincseket.

Karjairól vastag aranyláncok lógtak.

Egyik ilyen aranylánc, mikor az aeroplán magasba lendült s eltűnt az ég messzeségében, le is pottyant a Vérmező kellős közepére, és ott egy öreges úr, régi krisztinai polgár, adóhivatalnok a Várban, a Szentháromság téren, valami Patz nevezetű – Patz Károly József – meg is találta.

Legalább a Krisztinában ezt beszélték.
A hetvenes évek végén Borsányi György történész marxista szemléletű, de a korábbiaknál jóval árnyaltabb, részletesebb és kritikusabb monográfiát publikált életéről és munkásságáról (Kun Béla. Politikai életrajz. Kossuth kiadó, Bp., 1979). Unokája, Kun Miklós azonban személyes hangú levélben fordult Kádár Jánoshoz azzal az igénnyel, hogy ennek a „jobboldali elhajló” könyvnek a terjesztését tiltsák be. A könyvet végül a Központi Bizottság döntése nyomán valóban visszahívták és zúzdába küldték, de addigra annak már legtöbb példánya elkelt.

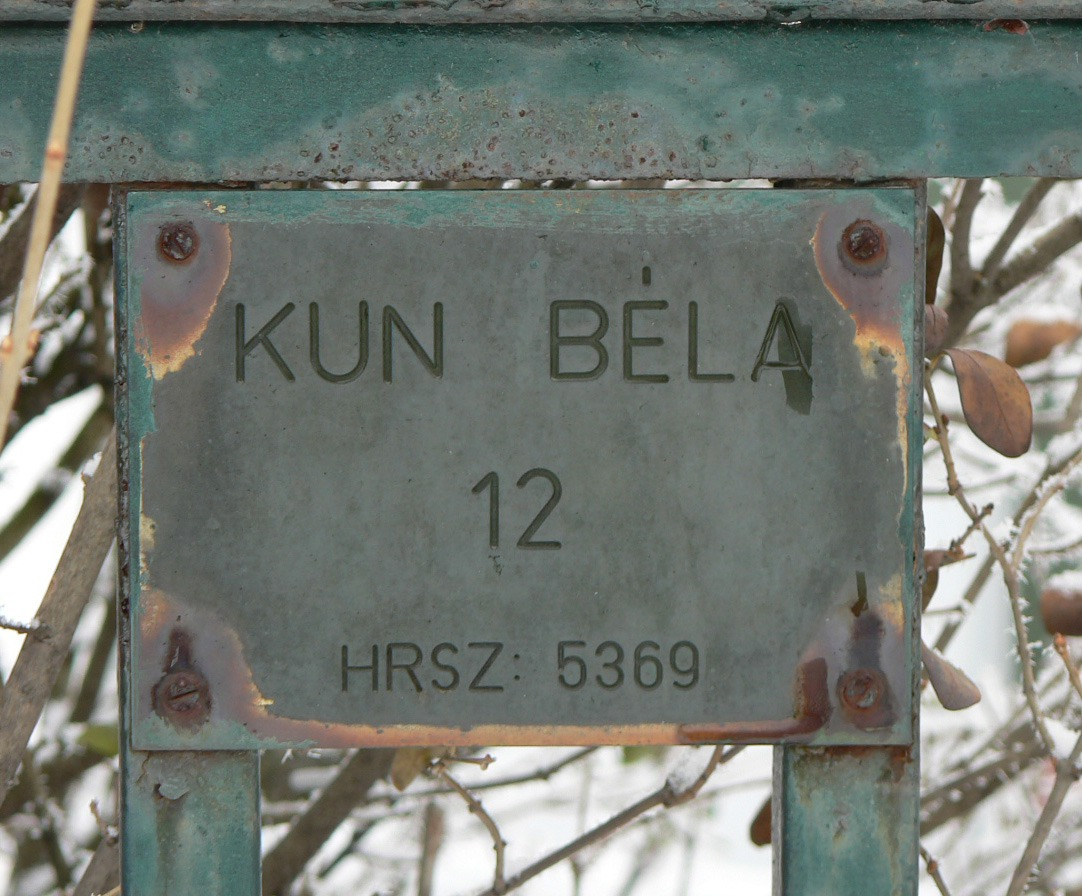
Egy Kun Béláról elnevezett utca névtáblája, amely túlélte az utcanév 1990-es megszüntetését

Szobra, Varga Imre Kossuth-díjas szobrászművész alkotása 1986-tól 1992-ig állt a budapesti Vérmezőn. Ekkor a Fővárosi Önkormányzat a Szoborparkba szállíttatta, ahol ma is megtekinthető (a szobor talapzatát a helyi önkormányzat csak 1997-ben távolította el).
A rendszerváltás előtt több általános iskola, gimnázium és szakközépiskola is a nevét viselte (többek között Debrecenben, Győrött, Kazincbarcikán, Makón,, Nagykanizsán, Tiszaújvárosban). A 2013-as önkormányzati törvény érvényre jutásáig nevét viselte több vidéki utca is.
A győri Marcalváros 1969-1990 között, a fővárosi újlipótvárosi Újpesti rakpart 1986-1990 között viselte a nevét.

## Családja
Felesége Gál Irén zongoratanárnő volt. Unokája Kun Miklós történész. Lánya, Kun Ágnes Hidas Antal felesége volt.

## Művei
- Kié a föld?; Kommunisták Magyarországi Pártja, Bp., 1919 (Kommunista könyvtár)
- Mit akarnak a kommunisták?; Magyarországi Szocialista Párt, Bp., 1919
- Ki fizet a háborúért?; Kommunisták Magyarországi Pártja, Bp., 1919 (Kommunista könyvtár)
- A proletárdiktatura és a tanítóság; Közoktatási Népbiztosság, Bp., 1919
- Az egység okmányai. A szociáldemokraták és kommunisták egyesülésének előzményei. Kun Béla levele a kommunizmusról és a proletáregységről; bev. Weltner Jakab; Közoktatási Népbiztosság, Bp., 1919
- Kolozsváry Balázs:[28] Forradalomról forradalomra. A kommunisták feladatai Magyarországon; Kommunisták Németausztriai Pártja, Wien, 1920
- A Kommunista Internacionálé alapkövei. Irányelvek és tézisek a kommunista pártmunkáról; bev., jegyz. Kun Béla; Arbeiterbuchhandlung, Wien, 1925 (Munka és tudás könyvtára)
- Marx. Előadás; Külföldi Munkások, Moszkva–Leningrád, 1933
- A II. Internacionálé bomlása; A Szovjetunióban élő külföldi munkások Kiadóvállalata, Moszkva–Leningrád, 1934
- A Magyar Tanácsköztársaságról. Válogatott beszédek és írások; összeáll. Pintér Marianne, bev. Münnich Ferenc; Kossuth, Bp., 1958
- Irodalmi tanulmányok; összeáll. Garamvölgyi József, bev. Illés Béla; Magvető, Bp., 1960
- Válogatott írások és beszédek, 1-2.; sajtó alá rend. Vass Henrik, Friss Istvánné, Szabó Éva, bev. Münnich Ferenc; Kossuth, Bp., 1966
- Szocialista forradalom Magyarországon; sajtó alá rend. Vass Henrik, Borsányi György, névmutató Deme Péter; Kossuth, Bp., 1979
- Válogatott cikkek és beszédek; összeáll., szerk. Moharos Éva; Kossuth, Bp., 1985
- Kun Béla és a szakszervezetek; összeáll., tan. Kende János; Népszava, Bp., 1986